# NGC 4802
NGC 4802 (NGC 4804) je lećasta galaktika u zviježđu Gavranu. Naknadno je utvrđeno da je NGC 4804 ista galaktika.

## Vanjske poveznice
- (engl.) SEDS: NGC 4802
- (engl.) Revidirani Novi opći katalog
- (engl.) Izvangalaktička baza podataka NASA-e i IPAC-a
- (engl.) Astronomska baza podataka SIMBAD
- (engl.) VizieR